# Éberségintelligencia
Az éberségintelligencia (Awareness Intelligence, AQ) azon képességünk mutatója, mely lehetővé teszi, hogy éberek legyünk belső mentális tendenciáink, valamint a minket kívülről érő – bennünket befolyásoló – külső impulzusok tekintetében.
Az éberségintelligencia szintjei:
- fizikai és fiziológiai éberség
- szociális és interperszonális éberség
- folyamat- és tendenciaéberség
- nyitott és érdeklődően részt vevő éberség.